# Награда Еми за најбољу главну глумицу у драмској серији
Награда Еми за најбољу главну глумицу у драмској серији (енгл. Primetime Emmy Award for Outstanding Lead Actress in a Drama Series) једна је од награда Еми за ударне термине.

### 1950-е
1954.
- Ив Арден - Наша госпођица Брукс

1955.
- Лорета Јанг - Шоу Лорете Јанг

1956.
- Лусил Бол - Волим Луси

1957.
- Лорета Јанг - Шоу Лорете Јанг

1958.
- Џејн Вајат - Отац зна најбоље

1959.
- Лорета Јанг - Шоу Лорете Јанг

### 1960-е
1960.
- Џејн Вајат - Отац зна најбоље

1961.
- Барбара Стенвик - Шоу Барбаре Стенвик

1962.
- Ширли Бут - Хејзел

1963.
- Ширли Бут - Хејзел

1964.
- Мери Тајлер Мур - Шоу Дика ван Дајка

1966.
- Барбара Стенвик - Велика долина

1967.
- Барбара Бејн - Немогућа мисија

1968.
- Барбара Бејн - Немогућа мисија

1969.
- Барбара Бејн - Немогућа мисија

### 1970-е
1970.
- Сузан Хемпшир - Форсајт сага

1971.
- Сузан Хемпшир - Форсајт сага

1972.
- Гленда Џексон - Елизабет Р

1973.
- Мајкл Лернд - Волтонови

1974.
- Мајкл Лернд - Волтонови

1975.
- Џин Марш - Господска кућа

1976.
- Мајкл Лернд - Волтонови

1977.
- Линдси Вангер - Бионичка жена

1978.
- Сејда Томпсон - Породица

1979.
- Маријета Хартли - Невероватни Хулк

### 1980-е
1980.
- Барбара Бел Гедиз - Далас

1981.
- Барбара Бабкок - Блуз Хил стрита

1982.
- Мајкл Лернд - Медицинска сестра

1983.
- Тајн Дејли - Кагни и Лејси

1984.
- Тајн Дејли - Кагни и Лејси

1985.
- Тајн Дејли - Кагни и Лејси

1986.
- Шарон Глес - Кагни и Лејси

1987.
- Шарон Глес - Кагни и Лејси

1988.
- Тајн Дејли - Кагни и Лејси

1989.
- Дејна Дилејни - Кинеска плажа

### 1990-е
1990.
- Патриша Ветиг - Тридесет и нека

1991.
- Патриша Ветиг - Тридесет и нека

1992.
- Дејна Дилејни - Кинеска плажа

1993.
- Кети Бејкер - Дрвене ограде

1994.
- Сила Ворд - Сестре

1995.
- Кети Бејкер - Дрвене ограде

1996.
- Кети Бејкер - Дрвене ограде

1997.
- Џилијан Андерсон - Досије икс

1998.
- Кристина Лати - Болница Чикаго

1999.
- Иди Фалко - Породица Сопрано

### 2000-е
2000.
- Сила Ворд - Once and Again
- Лорејн Брако - Породица Сопрано
- Ејми Бренеман - Суткиња Ејми
- Иди Фалко - Породица Сопрано
- Џулијана Маргулис - Ургентни центар

2001.
- Иди Фалко - Породица Сопрано
- Лорејн Брако - Породица Сопрано
- Ејми Бренеман - Суткиња Ејми
- Марг Хелгенбергер - Место злочина: Лас Вегас
- Сила Ворд - Once and Again

2002.
- Алисон Џени - Западно крило
- Ејми Бренеман - Суткиња Ејми
- Франсес Конрој - Два метра под земљом
- Џенифер Гарнер - Алијас
- Рејчел Грифитс - Два метра под земљом

2003.
- Иди Фалко - Породица Сопрано
- Франсес Конрој - Два метра под земљом
- Џенифер Гарнер - Алијас
- Марг Хелгенбергер - Место злочина: Лас Вегас
- Алисон Џени - Западно крило

2004.
- Алисон Џени - Западно крило
- Иди Фалко - Породица Сопрано
- Џенифер Гарнер - Алијас
- Маришка Харгитеј - Ред и закон: Одељење за специјалне жртве
- Амбер Тамблин - Јованка из Аркадије

2005.
- Патриша Аркет - Медијум
- Глен Клоус - Прљава значка
- Франсес Конрој - Два метра под земљом
- Џенифер Гарнер - Алијас
- Маришка Харгитеј - Ред и закон: Одељење за специјалне жртве

2006.
- Маришка Харгитеј - Ред и закон: Одељење за специјалне жртве
- Франсес Конрој - Два метра под земљом
- Џина Дејвис - Америчка председница
- Алисон Џени - Западно крило
- Кира Сеџвик - Завршница

2007.
- Сали Филд - Браћа и сестре
- Патриша Аркет - Медијум
- Мини Драјвер - Ричијеви
- Иди Фалко - Породица Сопрано
- Маришка Харгитеј - Ред и закон: Одељење за специјалне жртве
- Кира Сеџвик - Завршница

2008.
- Глен Клоус - Опасна игра
- Сали Филд - Браћа и сестре
- Маришка Харгитеј - Ред и закон: Одељење за специјалне жртве
- Холи Хантер - Милосрдна Грејс
- Кира Сеџвик - Завршница

2009.
- Глен Клоус - Опасна игра
- Сали Филд - Браћа и сестре
- Маришка Харгитеј - Ред и закон: Одељење за специјалне жртве
- Холи Хантер - Милосрдна Грејс
- Елизабет Мос - Људи са Менхетна
- Кира Сеџвик - Завршница

### 2010-е
2010.
- Кира Сеџвик - Завршница
- Кони Бритон - Најбољи тим
- Глен Клоус - Опасна игра
- Маришка Харгитеј - Ред и закон: Одељење за специјалне жртве
- Џанјуари Џоунс - Људи са Менхетна
- Џулијана Маргулис - Добра жена

2011.
- Џулијана Маргулис - Добра жена
- Кети Бејтс - Харин закон
- Кони Бритон - Најбољи тим
- Мирел Енос - Убиство
- Маришка Харгитеј - Ред и закон: Одељење за специјалне жртве
- Елизабет Мос - Људи са Менхетна

2012.
- Клер Дејнс - Домовина
- Кети Бејтс - Харин закон
- Глен Клоус - Опасна игра
- Џулијана Маргулис - Добра жена
- Мишел Докери - Даунтонска опатија
- Елизабет Мос - Људи са Менхетна

2013.
- Клер Дејнс - Домовина
- Кони Бритон - Нешвил
- Мишел Докери - Даунтонска опатија
- Вера Фармига - Мотел Бејтс
- Елизабет Мос - Људи са Менхетна
- Кери Вошингтон - Скандал
- Робин Рајт - Кућа од карата

2014.
- Џулијана Маргулис - Добра жена
- Лизи Каплан - Доктори за секс
- Клер Дејнс - Домовина
- Мишел Докери - Даунтонска опатија
- Кери Вошингтон - Скандал
- Робин Рајт - Кућа од карата

2015.
- Вајола Дејвис - Како се извући са убиством
- Тараџи П. Хенсон - Царство
- Клер Дејнс - Домовина
- Робин Рајт - Кућа од карата
- Елизабет Мос - Људи са Менхетна
- Татјана Маслани - Црно сироче

2016.
- Татјана Маслани - Црно сироче
- Вајола Дејвис - Како се извући са убиством
- Тараџи П. Хенсон - Царство
- Клер Дејнс - Домовина
- Робин Рајт - Кућа од карата
- Кери Расел - Американци

2017.
- Елизабет Мос - Слушкињина прича
- Вајола Дејвис - Како се извући са убиством
- Клер Фој - Круна
- Кери Расел - Американци
- Еван Рејчел Вуд - Западни свет
- Робин Рајт - Кућа од карата

2018.
- Клер Фој - Круна
- Татјана Маслани - Црно сироче
- Елизабет Мос - Слушкињина прича
- Сандра О - Убити Ив
- Кери Расел - Американци
- Еван Рејчел Вуд - Западни свет

2019.
- Џоди Комер - Убити Ив
- Емилија Кларк - Игра престола
- Вајола Дејвис - Како се извући са убиством
- Лора Лини - Озарк
- Менди Мур - Ово смо ми
- Сандра О - Убити Ив
- Робин Рајт - Кућа од карата

### 2020-е
2020.
- Зендеја - Еуфорија
- Џоди Комер - Убити Ив
- Сандра О - Убити Ив
- Џенифер Анистон - Јутарњи шоу
- Оливија Колман - Круна
- Лора Лини - Озарк

2021.
- Оливија Колман - Круна
- Ема Корин - Круна
- Узо Адуба - На терапији
- Елизабет Мос - Слушкињина прича
- Микаела Џае Родригез - Поза
- Џерни Смолет - Лавкрафтова земља

2022.
- Зендеја - Еуфорија
- Џоди Комер - Убити Ив
- Сандра О - Убити Ив
- Лора Лини - Озарк
- Мелани Лински - Yellowjackets
- Рис Видерспун - Јутарњи шоу

2023.
- Сара Снук - Наследници
- Шерон Хорган - Лоше сестре
- Мелани Лински - Yellowjackets
- Елизабет Мос - Слушкињина прича
- Бела Ремзи - The Last of Us
- Кери Расел - Дипломаткиња